# 지타반도
지타 반도(일본어: 知多半島 치타 한토[*]))는 일본 아이치현의 서쪽, 나고야시의 남쪽으로 뻗어있는 반도이다. 서쪽은 이세만, 동쪽은 지타만·미카와만, 남쪽은 이라고 수도를 통해 태평양에 맞닿아 있다.
지형은 바다쪽으로 길게 뻗어 있고, 평지는 좁고, 대부분이 완만한 구릉으로 되어 있다. 해안 단구가 있는 해안가도 많다.
| 지타반도 아쓰미반도 ↖이세만 미카와만 이라고 수도 이라고곶 태평양 오카자키평야 |

## 행정
전 지역이 일본 아이치현에 속해 있다.
- 도카이시
- 도코나메시
- 오부시
- 지타시
- 지타군
  - 다케토요정·미나미치타정·미하마정·아구이정·히가시우라정
- 한다시

## 같이 보기
- 미카와만
- 시마반도
- 아쓰미반도
- 지타반도 도로 - 일본의 고속도로.